# Dorf (parochie)
Dorf (tot 2010 Dorf Kirkedistrikt)is een parochie van de Deense Volkskerk in de Deense gemeente Brønderslev. De parochie maakt deel uit van het bisdom Aalborg en telt 389 kerkleden op een bevolking van 389 (2004). Historisch hoorde de parochie tot de herred Dronninglund. In 1970 werd de parochie deel van de nieuw gevormde gemeente Dronninglund, die in 2007 op ging in de vergrote gemeente Brønderslev.
Dorf kreeg in 1900 een eigen kerk. Tot dan was het aangewezen op de kerk in Dronninglund. Pas in 2010 werd Dorf een zelfstandige parochie.
Agersted · Aså · Brønderslev · Dorf · Dronninglund · Hallund · Hellevad · Hellum · Hjallerup · Jerslev · Melholt · Mylund · Ørum · Øster Brønderslev · Øster Hjermitslev · Serritslev · Stenum · Tise · Tolstrup · Voer